# Marina Marazza
Marina Marazza, nata Migliavacca (6 luglio 1957), è una scrittrice, traduttrice e curatrice editoriale italiana.

## Biografia
È laureata in Storia con una tesi sulla Biblioteca del Popolo di Edoardo Sonzogno presso l’Università degli Studi di Milano.
È stata editor e direttore editoriale per Sperling& Kupfer (1976-1979), per Sonzogno - Gruppo RCS (1979-1991) per infine approdare a The Walt Disney Company Italia (1991-2013), arrivando a dirigere una trentina di testate Disney e Marvel. Lascia la multinazionale a fine 2013 per dedicarsi ai suoi interessi autoriali e di consulenza editoriale. Ha scritto più di una trentina di romanzi per ragazzi e adulti, per lo più di genere storico. Ha tradotto narrativa e saggistica divulgativa dall’inglese e dal francese.

## Carriera letteraria
I primi lavori pubblicati sono di narrativa storica come Il segreto di Marai (Fabbri, 1982), Il canto del bardo (Theorema, 1982), Il segreto di Aldo (Fabbri, 1987), cui seguono opere di ambientazione contemporanea come Il boomerang d'oro (Fabbri, 1987) e I ragazzi della II C (Fabbri, 1989), oltre a biografie romanzate come Marie Curie (Fabbri, 1986) e novellizzazioni di popolari serie televisive a cartoni animati (Lady Oscar, Fabbri 1982; Il ritorno di Lady Oscar, Fabbri 1983; Il romanzo di Lady Georgie, Fabbri 1985).
Nel 2014 pubblica per Fabbri/Rcs il romanzo Il segreto della monaca di Monza basato sugli atti del processo, col quale ha inaugurato il suo filone di testi dedicati a personaggi femminili storici. Sempre nel 2014 è coautrice con l'entomologo Claudio Venturelli del libro di varia Questione di Culex, edito da De Agostini.
Nel 2015 esce il suo saggio Leonardo, il genio che inventò Milano pubblicato da Garzanti.
Nel 2017 pubblica il romanzo biografico su Christopher Robin Milne Il bambino di carta per Libromania De Agostini, seguito nel 2019, anno vinciano, dal non fiction narrative L'Ombra di Caterina edito da Solferino, dedicato alla scoperta della madre di Leonardo.
Nel 2020 escono i libri, pubblicati sempre per Solferino, Io sono la strega, basato sugli atti del processo a Caterina da Broni, la strega di Milano bruciata alla Vetra nel 1617 e Miserere, un ibrido tra crime e romanzo storico.
Nel 2021 pubblica un racconto, Veleno, nell'antologia Storie Barocche, per Piemme,, La moglie di Dante, per Solferino e Niente lacrime per Rosemary, scritto a quattro mani con Simona Capodanno per Fabbri Editore.
A gennaio 2022, per celebrare l'anno delle ricorrenze archeologiche, pubblica L'uomo del sogno, per Solferino, un romanzo per ragazzi dedicato a Heinrich Schliemann.
Nel 2022 a novembre pubblica (in previsione del 150º anniversario dalla morte dell’autore dei Promessi sposi nel 2023) il romanzo Le due mogli di Manzoni, sempre per Solferino, sulla base di documenti d’epoca e d’archivio riportati in gran parte in bibliografia, per ricostruire gli aspetti più umani e privati del famoso scrittore, facendo parlare in prima persona la sua seconda e misconosciuta moglie Teresa Borri.
A novembre 2023 pubblica per Solferino la nuova edizione di Il bambino di carta, la vera storia di Christopher Robin Milne, figlio dello scrittore inglese che creò l’orsetto Winnie the Pooh nel 1926.
Nel 2024 pubblica per Solferino la nuova edizione di Il segreto della monaca di Monza, che ripercorre la vicenda di Marianna de Leyva,
Nel 2025 a maggio pubblica con Solferino Sangue delle Langhe, primo volume di una trilogia dedicata a Giulia di Barolo.
Specializzata in narrativa inglese e francese, traduce autori famosi, classici e contemporanei, tra cui Erich Segal (La Classe, De Agostini 1985), Morris West (L'arcicorruttore, De Agostini 1987), Harold Robbins (L'uomo che voleva amare, Sonzogno 1995), Antoine de Saint-Exupéry (Il piccolo principe, De Agostini 2015), Jane Austen (Orgoglio e pregiudizio, De Agostini 2015) e per la varia i celebri manuali di Dale Carnegie per Bompiani.
Con l'editore Elliot ha partecipato nel 2013 all'iniziativa a favore di Telefono Rosa Nessuna più – Quaranta scrittori contro il femminicidio, antologia a cura di Marilù Oliva, col racconto Il trillo del diavolo.

## Opere
- Il segreto della monaca di Monza, Milano, Fabbri, 2014. ISBN 978-8891507211.
- Questione di Culex (con Claudio Venturelli), Novara, De Agostini, 2014. ISBN 978-8851123147.
- Leonardo, il genio che inventò Milano (come Marina Migliavacca), Milano, Garzanti, 2015. ISBN 978-8811688648.
- Il bambino di carta (come Marina Migliavacca Marazza), Milano, Libromania, 2017. ISBN 978-8833100258.
- L'ombra di Caterina, Milano, Solferino, 2019. ISBN 978-8828204305.
- Io sono la strega, Milano, Solferino, 2020. ISBN 978-8828203629.
- Miserere, Milano, Solferino, 2020. ISBN 978-8828204572.
- Storie Barocche, Milano, Piemme, 2021. ISBN 9788856681420
- La moglie di Dante, Milano, Solferino, 2021. ISBN 978-8828206422
- Niente lacrime per Rosemary, Milano, Fabbri Editore, 2021. ISBN 978-8891507211
- L'uomo del sogno, Milano, Solferino, 2022. ISBN 978-8828208495
- Le due mogli di Manzoni, Milano, Solferino 2022. ISBN 978-8828210313
- Il bambino di carta, Milano, Solferino 2023. ISBN 978-8828213215
- Il segreto della monaca di Monza, Milano, Solferino 2024. ISBN 978-8828215875
- Sangue delle Langhe vol.1, Milano, Solferino 2025. ISBN 978-8828216711

## Premi
- 1982 - Il segreto di Marai, secondo classificato Premio Castello di Sanguinetto
- 2020 - L'ombra di Caterina, finalista del Premio Acqui Storia 2020
- 2020 - Io sono la strega, vincitore del Premio Emilio Salgari di letteratura avventurosa 2020[3]
- 2021 - Io sono la strega, vincitore del Premio selezione Bancarella 2021[4]
- 2021 - Io sono la strega, vincitore del Premio Asti d'appello 2021[5]
- 2021 - Io sono la strega, vincitore del Premio letterario Milano International 2021[6]
- 2023 - Le due mogli del Manzoni, vincitore del Premio letterario "Scritture di Lago 2023"
- 2023 - Le due mogli del Manzoni, vincitore del 56º Premio "Acqui Storia"
- 2023 - Le due mogli di Manzoni, vincitore del Premio letterario "Ippolito Nievo 2023"
- 2023 - La moglie di Dante, vincitore del IX Premio Internazionale di Letteratura "Il Sigillo di Dante"